# Simpsonowie (seria 3)
Poniższa lista przedstawia 24 odcinki trzeciego sezonu serialu animowanego Simpsonowie, oryginalnie wyemitowanego w amerykańskiej telewizji FOX. Odcinki w Polsce zostały zaprezentowane przez TVP1, Fox Kids, Canal+ oraz TV Puls (do 3x17).
| # | Kraj              | Premiera             | Tytuł                             |
| --- | ----------------- | -------------------- | --------------------------------- |
| 36 - 3x01 7F24 | Stany Zjednoczone | 19 września 1991     | Stark Raving Dad                  |
| 36 - 3x01 7F24 | Polska            | 23 kwietnia 2007     | Całkiem obłąkany ojciec           |
| Zdrowie psychiczne Homera zostaje podane w wątpliwość kiedy przybywa do pracy w różowej koszuli (nabrała koloru, kiedy Bart wrzucił swoją czerwoną czapkę do białego prania). Po tym, jak Bart wypełnia test Homera na równowagę psychiczną (zaznaczając wszędzie odpowiedź „tak”), Homer zostaje umieszczony w szpitalu psychiatrycznym, gdzie spotyka zwalistego, łysego mężczyznę mówiącego głosem Michaela Jacksona. Tymczasem Lisa cierpi na depresję z powodu nadchodzących jej ósmych urodzin. - Gag z tablicą: Nie jestem dentystą - Gościnnie wystąpili Michael Jackson (pod pseudonimem John Jay Smith) i Kipp Lennon.              |                   |                      |                                   |
| 37 - 3x02 8F01 | Stany Zjednoczone | 26 września 1991     | Mr. Lisa Goes to Washington       |
| 37 - 3x02 8F01 | Polska            | 24 kwietnia 2007     | Pan Lisa jedzie do Waszyngtonu    |
| Homer wciągnął się w czytanie „Reader’s Digest” i dostrzega tam konkurs dla dzieci na najlepszy esej, na który zapisuje Lisę. Gdy wygrywa współzawodnictwo, ona i jej rodzina jadą do Waszyngtonu na finał. Na miejscu, Lisa gorzko się rozczarowuje polityką, gdy staje się świadkiem skandalu korupcyjnego z udziałem kongresmena ze Springfield. - Gag z tablicą: Opluwanie to nie jest wolność słowa - Gościnnie wystąpiła Lona Williams. |                   |                      |                                   |
| 38 - 3x03 7F23 | Stany Zjednoczone | 3 października 1991  | When Flanders Failed              |
| 38 - 3x03 7F23 | Polska            | 25 kwietnia 2007     | Kiedy Flandersowie zawiedli       |
| Homer życzy sobie porażki Flandersa w rozkręceniu nowego biznesu, którym jest sklep z rzeczami dla leworęcznych. Okazuje się, że faktycznie plajtuje, a jego rodzina popada w kłopoty finansowe. Tymczasem Bart idzie do Akiry na lekcje karate, lecz szybko odkrywa, że to nie są tak interesujące, jak się spodziewał. - Gag z tablicą: Nikt nie lubi klapsów w opalone miejsca |                   |                      |                                   |
| 39 - 3x04 8F03 | Stany Zjednoczone | 10 października 1991 | Bart the Murderer                 |
| 39 - 3x04 8F03 | Polska            | 26 kwietnia 2007     | Bart morderca                     |
| Po okropnym dniu w szkole, Bart natyka się przypadkiem na „Klub legalnego biznesu”, bar mafii, której głowa - Gruby Tony, zatrudnia go jako barmana. Kiedy Dyrektor Skinner zostaje zaginiony, Bart zostaje obwiniony o jego morderstwo i postawiony przed sądem. - Gagi z tablicą: Ładunki wybuchowe i szkoła nie idą w parze (w trakcie odcinka: Nie będę przekupywać dyrektora Skinnera) |                   |                      |                                   |
| 40 - 3x05 8F04 | Stany Zjednoczone | 17 października 1991 | Homer Defined                     |
| 40 - 3x05 8F04 | Polska            | 27 kwietnia 2007     | Homer określony                   |
| Homer przypadkowo ratuje elektrownię jądrową (wybierając guzik dzięki wyliczance „ele, mele, trele, morele”) i zostaje mylnie okrzyknięty bohaterem, co go zawstydza. Tymczasem Luann zabrania Milhouse'owi przyjaźnić się z Bartem, gdyż uważa, że wywiera on zły wpływ na jej syna. - Gag z tablicą: Nie będę drapał kredą - Gościnnie wystąpili Magic Johnson i Chick Hearn. |                   |                      |                                   |
| 41 - 3x06 8F05 | Stany Zjednoczone | 24 października 1991 | Like Father, Like Clown           |
| 41 - 3x06 8F05 | Polska            | 30 kwietnia 2007     | Jak ojciec z synem                |
| Klaun Krusty gości na kolacji u Simpsonów i okazuje się, że jest pochodzenia żydowskiego, a jego ojciec, rabin Krustowsky, wyrzekł się go, gdyż rozpoczął karierę w komedii zamiast pójść w ślady ojca. Bart i Lisa próbują przekonać rabina, by przebaczył Krusty'emu. - Gag z tablicą: Będę kończył to, co zacząłem - Gościnnie wystąpił Jackie Mason. |                   |                      |                                   |
| 42 - 3x07 8F02 | Stany Zjednoczone | 31 października 1991 | Treehouse of Horror II            |
| 42 - 3x07 8F02 | Polska            | 1 maja 2007          | Straszny domek na drzewie II      |
| Kiedy Homer, Bart i Lisa zjadają góry cukierków, w nocy śnią im się koszmary: Małpia łapa (koszmar Lisy) - parodia noweli W. W. Jacobsa, gdzie Simpsonowie zwiedzają Maroko i znajdują małpią łapę, która spełnia życzenia - ze zgubnymi konsekwencjami. Życie Barta (koszmar Barta) - parodia Strefy mroku, gdzie mieszkańcy Springfield muszą pozytywnie myśleć, inaczej ucierpią od mocy pokręconej wyobraźni Barta. Gdybym tylko miał mózg (koszmar Homera) - parodia The Thing With Two Heads oraz Frankensteina, gdzie Pan Burns zabija Homera, by transplantować jego mózg do robota, który ma się stać ponad-efektywnym pracownikiem. |                   |                      |                                   |
| 43 - 3x08 8F06 | Stany Zjednoczone | 7 listopada 1991     | Lisa's Pony                       |
| 43 - 3x08 8F06 | Polska            | 2 maja 2007          | Kucyk Lisy                        |
| Lisa potrzebuje nowy stroik do saksofonu zanim wystąpi na pokazie talentów i otrzymuje od Homera obietnicę, że jej kupi. Gdy jednak łamie przyrzeczenie, wynagradza to Lisie kupując to, co zawsze chciała mieć - kucyka o imieniu Księżniczka. Nowe zwierzę na utrzymaniu wymaga od Homera podjęcia drugiego etatu. - Gag z tablicą: „Dolce Barta” nie są legalnym środkiem płatniczym - Gościnnie wystąpił Frank Welker. |                   |                      |                                   |
| 44 - 3x09 8F07 | Stany Zjednoczone | 14 listopada 1991    | Saturdays of Thunder              |
| 44 - 3x09 8F07 | Polska            | 3 maja 2007          | Sobotni grzmot                    |
| Po przejściu przez ojcowski quiz na temat Barta, Homer uświadamia sobie, jak niewiele wie o swoim synu. By nadrobić zaległości i stać się lepszym ojcem, pomaga Bartowi zbudować pojazd na wyścig modeli. Tymczasem Patty i Selma układają sobie fryzury na podobieństwo Mary Tyler Moore. - Gag z tablicą: Nie będę udawał, że mam wściekliznę |                   |                      |                                   |
| 45 - 3x10 8F08 | Stany Zjednoczone | 21 listopada 1991    | Flaming Moe's                     |
| 45 - 3x10 8F08 | Polska            | 4 maja 2007          | Płonący Moe                       |
| Kiedy Tawerna Moe Szyslaka wpada w kłopoty finansowe, Homer wyjawia Moe tajemny przepis na koktajl alkoholowy zwany „Płonący Homer” z dodatkiem syropu na kaszel i ognia. Kiedy przepis rozkręca biznes i powiększa stałą klientelę, Moe uzurpuje sobie jego autorstwo. - Gag z tablicą: Bieliznę nosi się pod ubraniem - Gościnnie wystąpił Aerosmith. |                   |                      |                                   |
| 46 - 3x11 8F09 | Stany Zjednoczone | 5 grudnia 1991       | Burns Verkaufen der Kraftwerk     |
| 46 - 3x11 8F09 | Polska            | 7 maja 2007          | Burns Verkaufen der Kraftwerk     |
| Cena akcji elektrowni jądrowej skacze mocno do góry wśród plotek o jej przejęciu, czyniąc ze wszystkich jej pracowników bogaczami, poza Homerem, który sprzedał udziały za zaledwie 20 dolarów i boi się, że wkrótce utraci posadę. Pogłoski okazują się prawdziwe, kiedy dwoje niemieckich biznesmenów kupuje elektrownię do pana Burnsa za 100 mln $ i zwalnia Homera za niekompetencję. - Gag z tablicą: Świąteczna szopka nie jest do kitu |                   |                      |                                   |
| 47 - 3x12 8F10 | Stany Zjednoczone | 26 grudnia 1991      | I Married Marge                   |
| 47 - 3x12 8F10 | Polska            | 8 maja 2007          | Poślubiłem Marge                  |
| Kiedy Marge się martwi, że po raz kolejny może być w ciąży, a test ciążowy nie daje rozstrzygającego rezultatu, musi się wybrać na wizytę do doktora Hibberta. Homer z niepokojem czekający na jej powrót opowiada dzieciom o tym, jak on i Marge się pobrali oraz udowadniał siostrom Marge, że jest zdolny utrzymać rodzinę z dzieckiem w drodze. - Gag z tablicą: Nie będę gnębił słabych psychicznie |                   |                      |                                   |
| 48 - 3x13 8F11 | Stany Zjednoczone | 9 stycznia 1992      | Radio Bart                        |
| 48 - 3x13 8F11 | Polska            | 9 maja 2007          | Radio Bart                        |
| Przyjęcie urodzinowe Barta staje się katastrofą, gdyż wszystkie prezenty są nieudane, poza automatem do napisów od Patty i Selmy oraz radia z zintegrowanym mikrofonem od Homera. Bart używa radia do robienia kawałów mieszkańcom miasta, m.in. wmawia im, że na dnie studni utknął mały chłopiec. - Gag z tablicą: Nie będę rzeźbił bożków - Gościnnie wystąpił Sting. |                   |                      |                                   |
| 49 - 3x14 8F12 | Stany Zjednoczone | 23 stycznia 1992     | Lisa the Greek                    |
| 49 - 3x14 8F12 | Polska            | 10 maja 2007         | Przepowiednie Lisy                |
| Homer zawiązuje ścisłą więź z Lisą gdy poznaje się na jej unikalnej i przydatnej zdolności do typowania zwycięzców meczów futbolowych. Kiedy Lisa odkrywa, że ojciec ją tylko wykorzystuje dla hazardu, odmawia współpracy, dopóki Homer nie zacznie jej w pełni rozumieć. Tymczasem Marge zabiera Barta do sklepu i kupuje mu zabawne ubrania, przez co staje się obiektem drwin łobuzów w szkole. |                   |                      |                                   |
| 50 - 3x15 8F14 | Stany Zjednoczone | 6 lutego 1992        | Homer Alone                       |
| 50 - 3x15 8F14 | Polska            | 11 maja 2007         | Homer sam w domu                  |
| Zależność rodziny od Marge wywołuje u niej załamanie nerwowe podczas jej porannych obowiązków domowych i decyduje się wyjechać do wypoczynkowego spa aby się wyciszyć. Homer z pomocą Barneya, żłopiącego piwo moczymordy musi się tymczasowo zaopiekować Maggie, gdy Bart i Lisa spędzają czas u ciotek Patty i Selmy. - Gag z tablicą: Nie będę bił kolegów |                   |                      |                                   |
| 51 - 3x16 8F16 | Stany Zjednoczone | 13 lutego 1992       | Bart the Lover                    |
| 51 - 3x16 8F16 | Polska            | 14 maja 2007         | Bart Casanova                     |
| Szaleństwo na jojo ogarnia Szkołę Podstawową w Springfield, a jojo Barta przypadkowo rozbija akwarium, zabijając klasowe złote rybki. Kiedy z polecenia pani Krabappel Bart musi spędzić miesiąc w kozie, pisze on fałszywy list miłosny do niej pod przykrywką mężczyzny, który miał odpowiedzieć na jej ogłoszenie w gazecie. Tymczasem Homer stara się ograniczyć przeklinanie po tym, jak Flanders narzekał, że Todd uczy się od niego brzydkiego słownictwa. |                   |                      |                                   |
| 52 - 3x17 8F13 | Stany Zjednoczone | 20 lutego 1992       | Homer at the Bat                  |
| 52 - 3x17 8F13 | Polska            | 15 maja 2007         | Homer i magiczny kij              |
| Reprezentacja softballowa elektrowni jądrowej w Springfield odnosi duże sukcesy z gwiazdą zespołu Homerem, używającego swojego „Magicznego Kija”. Kiedy pan Burns zakłada się z właścicielem elektrowni jądrowej w Shelbyville, Aristotlem Amadopoulisem, zatrudnia dziewięciu profesjonalnych graczy baseballowych, by wzmocnić drużynę. - Gag z tablicą: Nie będę celował w głowę - Gościnnie wystąpili Wade Boggs, José Canseco, Roger Clemens, Ken Griffey Jr., Don Mattingly, Steve Sax, Mike Scioscia, Ozzie Smith, Terry Cashman i Darryl Strawberry.                                                                                  |                   |                      |                                   |
| 53 - 3x18 8F15 | Stany Zjednoczone | 27 lutego 1992       | Separate Vocations                |
| 53 - 3x18 8F15 | Polska            | 16 maja 2007         | [ 1 ]                             |
| Po szkolnych testach określających kwalifikacje do przyszłego zawodu, Lisa odkrywa, że najlepiej nadaje się na gospodynię domową, zaś przeznaczeniem Barta jest praca w policji. Podczas gdy Lisa zaczyna sprawiać kłopoty, Bart poprawia swoje oceny i zachowanie oraz zostaje obrany przez dyrektora Skinnera na nowego porządkowego. - Gagi z tablicą: Nie będę rzygał, chyba że będę chory (w trakcie odcinka: Nie będę wytykał głupoty nauczycielom) - Gościnnie wystąpił Steve Allen. |                   |                      |                                   |
| 54 - 3x19 8F17 | Stany Zjednoczone | 12 marca 1992        | Dog of Death                      |
| 54 - 3x19 8F17 | Polska            | 17 maja 2007         | [ 1 ]                             |
| Pomocnik Świętego Mikołaja choruje i rodzina musi ciąć budżet domowy (np. Marge nie kupuje co tydzień losów na loterię, Bartowi Marge zastępuje fryzjera, Lisa musi zapomnieć o kupnie kolejnych części kieszonkowej encyklopedii, a Maggie będzie dłużej nosić te same ubranka), by móc zaoszczędzić na jego operację. Tymczasem Springfield ogarnia gorączka loteryjna, którą wygrywa prezenter telewizyjny Kent Brockman. - Gag z tablicą: Nie widziałem w pokoju nauczycielskim niczego niezwykłego |                   |                      |                                   |
| 55 - 3x20 8F19 | Stany Zjednoczone | 26 marca 1992        | Colonel Homer                     |
| 55 - 3x20 8F19 | Polska            | 18 maja 2007         | [ 1 ]                             |
| Kiedy zachowanie Homera w kinie zawstydza Marge, wybucha wielka kłótnia małżeńska i Homer wyjeżdża poza miasto na prowincję do baru, gdzie poznaje uroczą barmankę z talentem śpiewaczki, Lurleen Lumpkin. Homer czyni wszystko, aby Lurleen uczynić sławną, że aż Marge Simpson zaczyna wierzyć, że Homer kocha piosenkarkę country bardziej niż ją. Tymczasem Lurleen faktycznie pożąda Homera. - Gag z tablicą: Nie będę prowadził własnych ćwiczeń przeciwpożarowych - Gościnnie wystąpiła Beverly D’Angelo. |                   |                      |                                   |
| 56 - 3x21 8F20 | Stany Zjednoczone | 9 kwietnia 1992      | Black Widower                     |
| 56 - 3x21 8F20 | Polska            | 21 maja 2007         | [ 1 ]                             |
| Selma wyjawia, że zamierza wyjść za mąż za mężczyznę piszącego do niej z więzienia, który opuszcza zakład karny tego samego dnia. Kiedy poznajemy, że tą osobą jest Pomocnik Bob, dwójka małżonków przeżywa wspólne romantyczne chwile, dopóki Pomocnik Bob nie zaczyna wprowadzać w życie swego złowrogiego planu wobec Selmy: zabicia jej. - Gag z tablicą: Śmieszne odgłosy nie są śmieszne |                   |                      |                                   |
| 57 - 3x22 8F21 | Stany Zjednoczone | 23 kwietnia 1992     | The Otto Show                     |
| 57 - 3x22 8F21 | Polska            | 22 maja 2007         | [ 1 ]                             |
| Otto rozbija szkolny autobus i wychodzi na jaw, że nigdy nie zdobył prawa jazdy, za co władze szkoły zostały zmuszone do jego zwolnienia. Otto po tym, jak został eksmitowany, wprowadza się do Simpsonów i usiłuje nauczyć Barta gry na gitarze, napotykając na trudności. - Gag z tablicą: Nie będę męczył żółwia - Gościnnie wystąpili Spinal Tap, Christopher Guest i Michael McKean. |                   |                      |                                   |
| 58 - 3x23 8F22 | Stany Zjednoczone | 7 maja 1992          | Bart's Friend Falls in Love       |
| 58 - 3x23 8F22 | Polska            | 23 maja 2007         | [ 1 ]                             |
| Milhouse van Houten zakochuje się w nowej uczennicy, Samancie Stankey, zostawiając przyjaźń z Bartem w niebezpieczeństwie. Tymczasem Homer zamawia kasetę audio z treścią mającą docierać do podświadomości, aby pomóc mu zgubić wagę, ale przez przypadek zostaje mu przysłana taśma, która pomaga rozwijać słownictwo. - Gag z tablicą: Nie będę ciągnął za staniki - Gościnnie wystąpiła Kimmy Robertson. |                   |                      |                                   |
| 59 - 3x24 8F23 | Stany Zjednoczone | 27 sierpnia 1992     | Brother, Can You Spare Two Dimes? |
| 59 - 3x24 8F23 | Polska            | 18 października 2007 | [ 1 ]                             |
| Kiedy promieniowanie elektrowni atomowej wywołuje u Homera bezpłodność, otrzymuje rekompensatę w wysokości 2000 dolarów pod przykrywką przyznania nagrody za bycie wyśmienitym pracownikiem zakładu energetycznego. Tymczasem przyrodni brat Homera Herb, żyjący teraz na ulicy, powraca z planem odzyskania dobrego imienia, pieniędzy i dostatniego życia. - Gag z tablicą: Nie będę udawał, że mam atak - Gościnnie wystąpili Danny DeVito i Joe Frazier. |                   |                      |                                   |

W wersji TVP1 napój stworzony przez Homera nazywa się Ognisty Moe, natomiast w wersji TV Puls nazywa się Płonący Moe.